# Episodi di Luthi e Blanc (sesta stagione)
La sesta stagione della serie televisiva Luthi e Blanc è stata trasmessa in anteprima in Svizzera da SF 1 tra il 29 agosto 2004 e il 16 maggio 2005.
| nº | Titolo originale         | Titolo italiano | Prima TV Svizzera | Prima TV Italia |
| -- | ------------------------ | --------------- | ----------------- | --------------- |
| 1  | Kassensturz              |                 | 29 agosto 2004    |                 |
| 2  | Heimatlos                |                 | 5 settembre 2004  |                 |
| 3  | Aufs Land                |                 | 12 settembre 2004 |                 |
| 4  | Hilfe vom Feind          |                 | 19 settembre 2004 |                 |
| 5  | Der gute Onkel           |                 | 26 settembre 2004 |                 |
| 6  | Die verlorene Tochter    |                 | 3 ottobre 2004    |                 |
| 7  | Die Macht des Geldes     |                 | 10 ottobre 2004   |                 |
| 8  | Versöhnung im Regen      |                 | 17 ottobre 2004   |                 |
| 9  | Schöne Aussichten        |                 | 24 ottobre 2004   |                 |
| 10 | Schreckliche Wahrheit    |                 | 31 ottobre 2004   |                 |
| 11 | Lügengeschichten         |                 | 7 novembre 2004   |                 |
| 12 | Gnadenbrot               |                 | 14 novembre 2004  |                 |
| 13 | Angst um Thomas          |                 | 21 novembre 2004  |                 |
| 14 | Liebeskomplott           |                 | 28 novembre 2004  |                 |
| 15 | Die Eröffnung            |                 | 5 dicembre 2004   |                 |
| 16 | Die Enthüllung           |                 | 12 dicembre 2004  |                 |
| 17 | In Handschellen          |                 | 19 dicembre 2004  |                 |
| 18 | Ein Himmel voller Geigen |                 | 26 dicembre 2004  |                 |
| 19 | Spielverderberin         |                 | 2 gennaio 2005    |                 |
| 20 | Letzte Hoffnung          |                 | 9 gennaio 2005    |                 |
| 21 | Aus tiefster Schuld      |                 | 16 gennaio 2005   |                 |
| 22 | Freispiel                |                 | 23 gennaio 2005   |                 |
| 23 | Frauenkampf              |                 | 30 gennaio 2005   |                 |
| 24 | Amtsschimmel             |                 | 6 febbraio 2005   |                 |
| 25 | Lisbeths Coup            |                 | 13 febbraio 2005  |                 |
| 26 | Tamaras Geheimnis        |                 | 20 febbraio 2005  |                 |
| 27 | Buße tun                 |                 | 27 febbraio 2005  |                 |
| 28 | Böse Catherine           |                 | 6 marzo 2005      |                 |
| 29 | Hart auf hart            |                 | 13 marzo 2005     |                 |
| 30 | Sauber-Mann              |                 | 20 marzo 2005     |                 |
| 31 | Osterbesuch              |                 | 28 marzo 2005     |                 |
| 32 | Kampf der Geschlechter   |                 | 3 aprile 2005     |                 |
| 33 | Flucht aufs Land         |                 | 10 aprile 2005    |                 |
| 34 | Tantra                   |                 | 17 aprile 2005    |                 |
| 35 | Venus im Pelz            |                 | 24 aprile 2005    |                 |
| 36 | Späte Reue               |                 | 1º maggio 2005    |                 |
| 37 | Scheidungspoker          |                 | 8 maggio 2005     |                 |
| 38 | Sturmangriff             |                 | 16 maggio 2005    |                 |